# R Praggnanandhaa
Rameshbabu Praggnanandhaa (em hindi: रमेशबाबू प्रग्गनानंद), mais conhecido apenas como R Praggnanandhaa (Chenai, 10 de agosto de 2005), é um grande mestre de xadrez indiano. Prodígio do xadrez, ele se tornou um mestre internacional aos 10 anos, o mais jovem da história até aquele momento, e um grande mestre aos 12 anos, o segundo mais jovem na época a fazê-lo. Praggnanandhaa, ao lado de sua irmã mais velha R Vaishali, tornaram-se o primeiro irmão e irmã a deterem o título de grande mestre.
Em 2 de fevereiro de 2025, venceu o Tata Steel Master, um dos mais importantes eventos de xadrez após derrotar Gukesh D nos tiebreaks.